# Kolga (Rõuge)
Kolga is een plaats in de Estlandse gemeente Rõuge, provincie Võrumaa. De plaats heeft de status van dorp (Estisch: küla).

## Bevolking
Het dorp had 5 inwoners op 31 december 2011 en 6 inwoners op 31 december 2021.

## Geschiedenis
Kolga werd voor het eerst genoemd in 1765 als ‘Dorf Kolga’. Het lag op het landgoed Neu-Nursie (Vastse-Nursi in het Estisch; sinds 1977 Nursi). Tussen 1977 en 1997 maakte Kolga deel uit van het buurdorp Mustahamba (sinds 2017 Kahrila-Mustahamba).